# Nouvelle-Santander

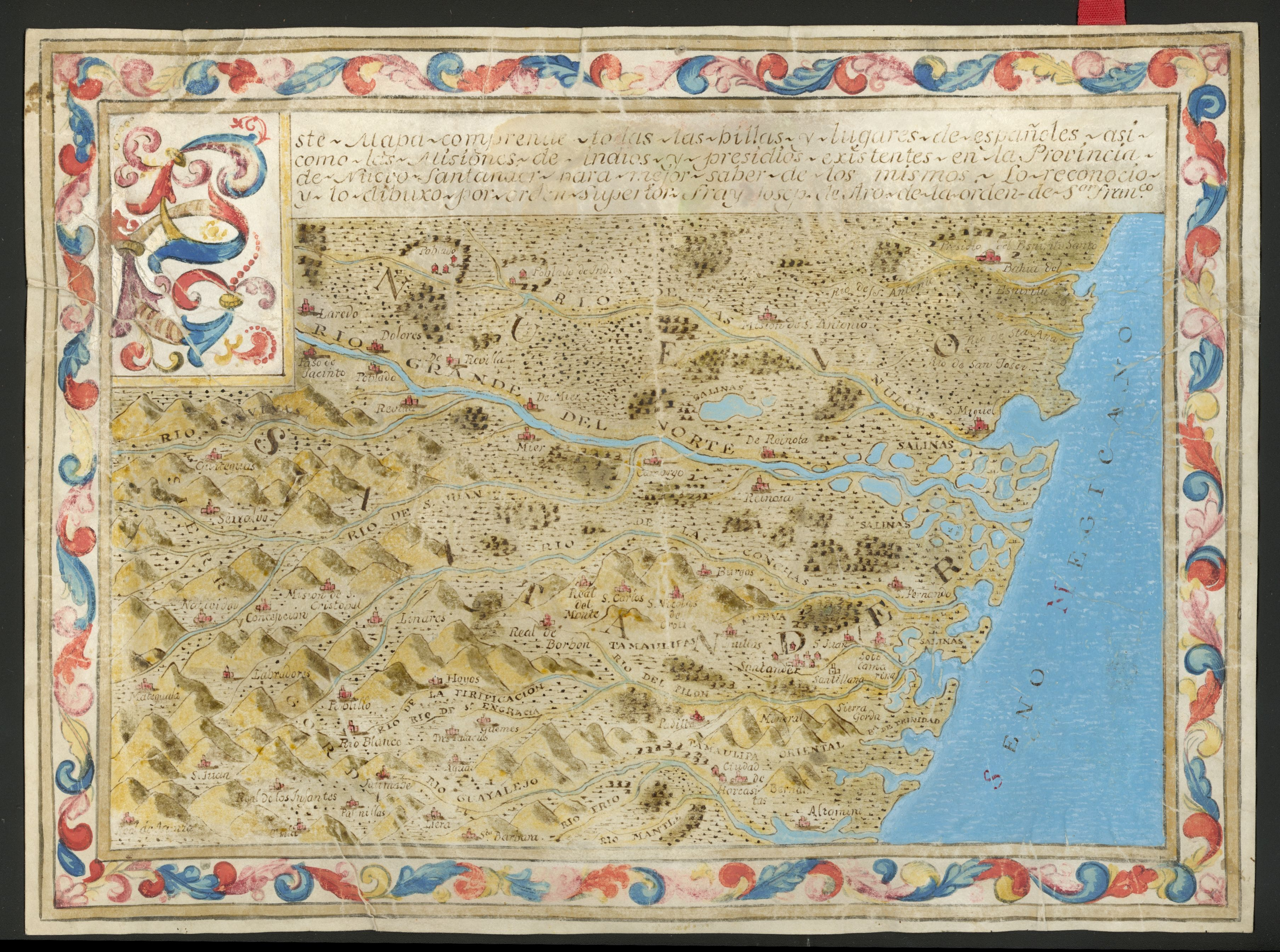
Joseph de Haro, Este Mapa [Nuevo Santander Mexico], c. 1770

La Nouvelle-Santander ou le Nouveau-Santander (Nuevo Santander en espagnol) était une région de Nouvelle-Espagne, correspondant à l'actuel état mexicain de Tamaulipas et au sud du Texas, jusqu'au Rio Nueces. La région tirait son nom de la ville de Santander en Espagne, elle fut colonisée par les espagnols lors d'une campagne de peuplement entre 1748 et 1755. En 1776, la Nouvelle-Santander fait partie des « provinces internes » semi-autonomes de Nouvelle-Espagne. Sa capitale se nommait également Santander.

## Géographie

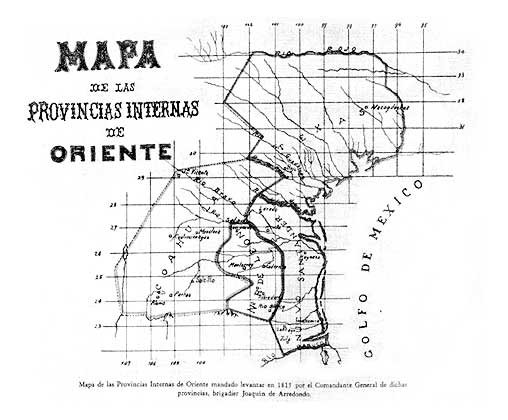
Carte des provinces internes de l'Orient, avec la Nouvelle-Santander et ses limites

Cette province faisait face à l'est au golfe du Mexique, commençait au sud au-delà du fleuve Río Pánuco, et s'achevait au nord sur le Rio Nueces, aujourd'hui au Texas. Elle était cernée à l'ouest par la province du Nouveau royaume de Léon. Sur son flanc sud-ouest s'étend du nord-nord-ouest au sud-sud-est la chaîne de montagnes de la Sierra Madre orientale, tandis qu'elle est occupée au sud par le massif montagneux de la Sierra de Tamaulipas. Les limites de cette province correspondent quasiment à celles de l'actuel État de Tamaulipas, qui en est en grande partie l'héritier, sauf au nord et au nord-ouest, où la frontière entre Mexique et États-Unis suit désormais le cours du fleuve Río Grande, au sud du Rio Nueces. Elle avait alors pour capitale la ville de Santander, située dans sa partie sud, à l'intérieur des terres, au sein du bassin versant du fleuve Soto la Marina.

## Historique

### Période préhispanique
Durant la période préhispanique, le territoire de la future Nouvelle-Santander comprend au nord de la région située au au-delà du bassin versant du fleuve Río Pánuco, au nord d'une ligne formée par les villes de Tula et de Soto la Marina, qui forme la limite entre l'Amérique aride et la Mésoamérique, à la limite entre l'Amérique aride et la Mésoamérique, une zone essentiellement peuplée par des populations nomades. La zone située au sud fait partie de la région Huasteca, peuplée par le peuple des Huaxtèques, qui était une civilisation urbaine et agricole. Cette partie de la Huasteca est dénommée Huasteca Tamaulipeca. Cette situation n'était cependant pas la même avant l'arrivée des Espagnols, et la culture huastèque remontait alors plus au nord. Mais des migrations venues du Nord ont alors fait refluer les Huastèques vers le Río Pánuco.
La première expédition exploratoire espagnole a eu lieu en 1518, sous le commandement de Alonso Álvarez de Pineda, qui partit sur ordre du gouverneur de la Jamaïque, Francisco Garay. Il explora alors et cartographia la côte depuis Veracruz jusqu'à la Floride.

### Prémices
En 1522, Hernán Cortés conquît la région de la Huasteca, qui appartînt alors à la province de Pánuco

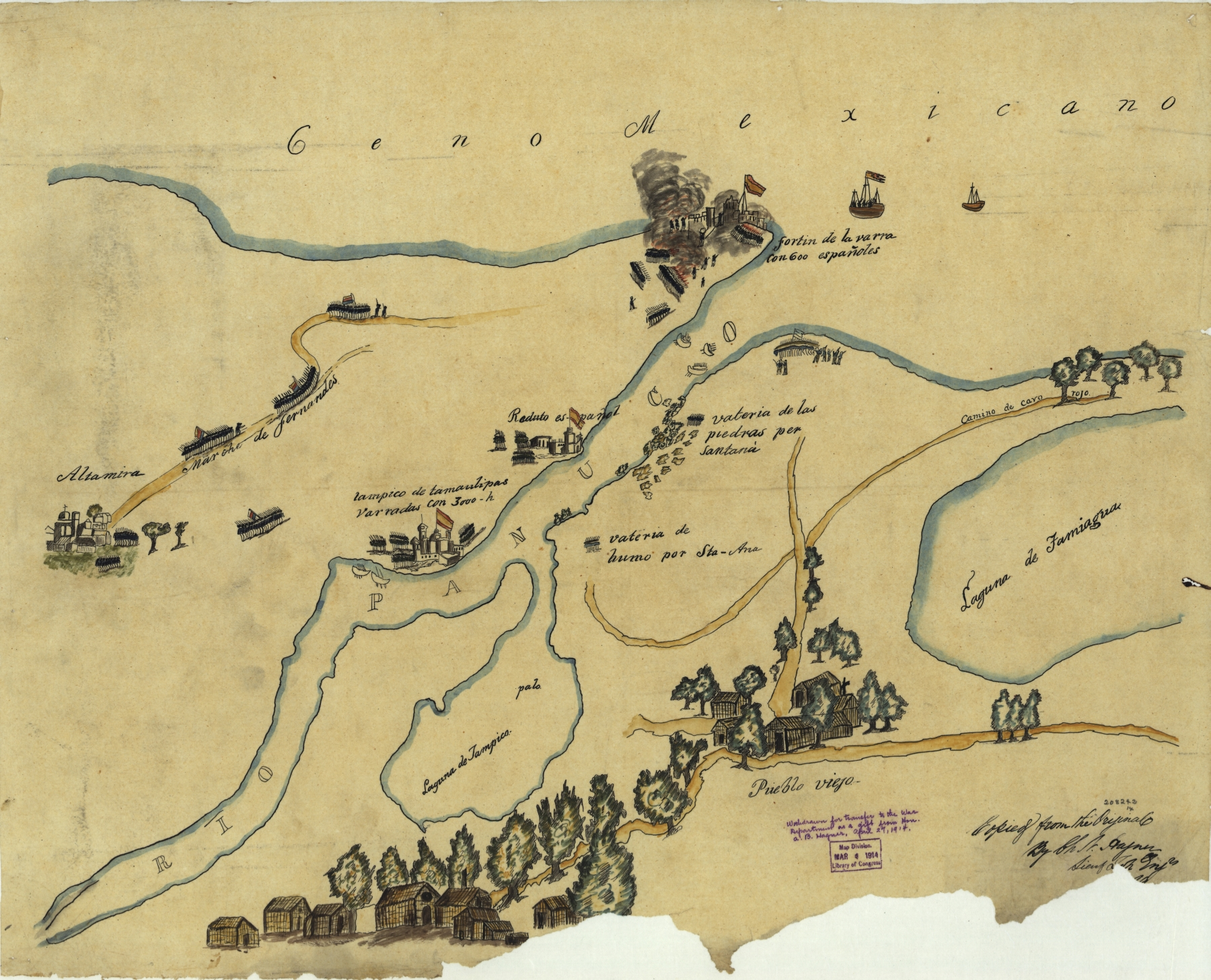
Carte montrant l'ancien site de San Luis Tampico, aujourd'hui Ciudad Cuauhtémoc

Avant l'arrivée de José de Escandón et une réelle colonisation de la région au milieu du XVIIIe siècle, plusieurs petites fondations ont eu lieu, essentiellement dans le sud de la région. La première fondation a lieu dès 1544, il s'agit d'un couvent franciscain créé par le frère Andrés de Olmos, au lieu-dit Tamaholipa (qui donnera plus tard son nom à l'État de Tamaulipas), dans le nord de l'actuelle municipalité de González. Bien qu'en dehors de la future Nouvelle-Santander, il convient de signaler la fondation en 1554 de la première ville de Tampico (il y en eu trois successives), par le même frère Andrés de Olmos. Cette ville se trouvait juste au sud du fleuve Río Pánuco, qui servira de limite sud à la Nouvelle-Santander, dans l'actuelle municipalité de Pueblo Viejo.
D'autres fondations ont lieu au cours du XVIIe siècle par des frères franciscains. La ville de Jaumave connaît ainsi une première colonisation dès 1617, tandis que la même année est fondée la ville de Ciudad Tula,, et celle de Palmillas connaît un premier peuplement en 1627.

### Création de la Nouvelle-Santander

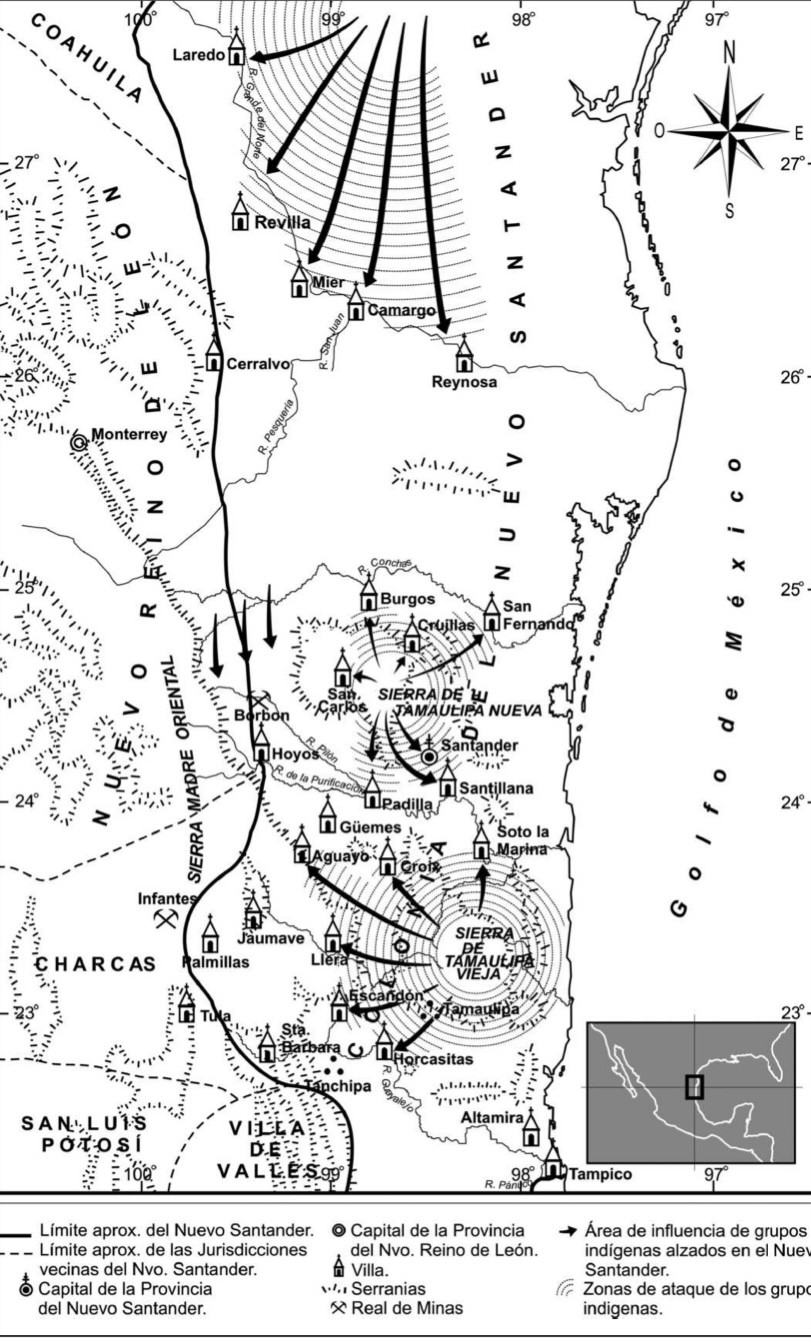
Carte de la Nouvelle-Santander, avec les fondations de villes et les zones mal contrôlées

La région qui deviendra plus tard l'État du Tamaulipas n'était pas comprise dans la conquête du Mexique par Hernán Cortés au XVIe siècle, mais était une région périphérique à la Nouvelle-Espagne. À l'exception de quelques fondations isolées, il faut en effet attendre le milieu du XVIIIe siècle et un aventurier du nom de José de Escandón, un peu plus tard fait comte de Sierra Gorda (1749), une région qu'il a conquise plus au sud, pour voir naître une nouvelle province espagnole, la Nouvelle-Santander. Cette conquête s'est faite à la demande de Juan Francisco de Güemes y Horcasitas, alors vice-roi de Nouvelle-Espagne, dans une région auparavant nommée “Costa del Seno Mexicano”. C'est en effet en 1746 que le vice-roi désigne José de Escandón comme gouverneur de la future province et lui confie la tâche de son peuplement de son organisation. En 1748, la colonisation de la Nouvelle-Santander commence officiellement, avec la fondation de la ville de Santa María de Llera ; elle s'achève en 1755, après quelque 24 fondations. L'ultime fondation est celle de la ville de Laredo, aujourd'hui au Texas, fondée en 1755. La ville de Nuevo Laredo en est aujourd'hui la continuatrice mexicaine. Cette ville s'étendait à ses origines sur les deux rives du fleuve Río Grande. La ville de Jaumave est cependant fondée dès 1744, dans le sud de la future province. La ville de Santander, capitale de la nouvelle province, est elle fondée en 1749.

### Évolution de la province
En 1769, le gouverneur de la province, Vicente González de Santa Inés, décide de déplacer sa capitale vers la ville fondée trois ans plus tôt à San Carlos. Ce nouveau site, situé plus nord-est, se trouve au cœur d'un secteur minier en plein développement, dont le gouverneur attend des revenus importants pour la province,.
En 1786, à la suite des Réformes bourboniennes, sont créées des intendances, dont celle de San Luis Potosí, comprenant également la province de Nouvelle-Santander.
La capitale est à nouveau déplacée en 1811 vers la ville de Santa María de Aguayo, l'actuelle ville de Ciudad Victoria.

### Épilogue
À la suite de la Guerre d'indépendance du Mexique, la Nouvelle-Espagne et la Nouvelle-Santander cessent officiellement d'exister, et sont remplacés par des États fédéraux. Auparavant, la province de Nouvelle-Santander déclare son indépendance à Villa de Aguayo en 1721. La Nouvelle-Santander devient ensuite officiellement en 1824 l'État du Tamaulipas, dont la limite nord suit désormais le fleuve Río Grande, sauf au niveau de la ville de Laredo, où elle l'outrepasse. Sa capitale est fixée en 1825 dans la ville de Santa María de Aguayo, fondée par José de Escandón en 1750, et qui prend alors le nom de Ciudad Victoria, en l'honneur du leader indépendantiste Guadalupe Victoria. Cette fonction fut auparavant occupée par la ville de Padilla.

## Source
- (en) informations historiques sur le Nuevo Santander